# Robert Eichelberger
Robert Lawrence Eichelberger (ur. 9 marca 1886 w Urbana, zm. 26 września 1961 w Asheville) – amerykański wojskowy i polityk, oficer US Army, absolwent United States Military Academy w West Point, generał-porucznik, który dowodził I Korpusem, a następnie 8 Armią na obszarze południowo-zachodniego Pacyfiku podczas II wojny światowej.

## Młodość
Robert Lawrence Eichelberger urodził się 9 marca 1886 roku w Urbana w stanie Ohio jako najmłodszy z pięciorga dzieci George’a Maleya Eichelbergera, rolnika, a także prawnika, i Emmy Ring Eichelberger. Wychowywał się na 235-akrowej farmie swego dziadka. W roku 1903 ukończył szkołę średnią w Urbana i podjął studia na Ohio State University, gdzie udzielał się w korporacji Phi Gamma Delta.
W roku 1904 Eichelberger przekonał Williama Warnocka, byłego partnera ojca a obecnie kongresmana, by poparł jego starania o przyjęcie do United States Military Academy w West Point. Wstąpił do Akademii w czerwcu 1905 roku. Jego rocznik 1909 był rocznikiem wyjątkowym: aż 28 absolwentów miało w przyszłości otrzymać generalskie gwiazdki, a byli to między innymi Jacob Devers, George Patton i William Hood Simpson. Eichelberger był miernym uczniem, podobnie jak w szkole średniej i na uniwersytecie, ale uzyskał stopień kadeta-porucznika i ukończył szkołę z 68 lokatą na 103 studentów.
11 czerwca 1909 roku Eichelberger otrzymał stopień podporucznika w 25 Pułku Piechoty, ale 22 lipca został przeniesiony do 10 PP w Forcie Benjamin Harrison w Indianie. W marcu 1911 roku 10 PP został wysłany do San Antonio (Teksas), gdzie wszedł w skład tzw. Dywizji Manewrowej sformowanej do działań ofensywnych podczas wojny granicznej z Meksykiem, ale we wrześniu wysłanej do Strefy Kanału Panamskiego. W Panamie Eichelberger poznał Emmaline „Em” Gudger, córkę Prezesa Sądu Najwyższego Strefy Kanałowej. Okres narzeczeński był – jak na tamte czasy – krótki; ślub wzięli 3 kwietnia 1913 roku.
W marcu 1915 roku, po powrocie do stanów Zjednoczonych, Eichelberger został skierowany do 22 PP, który również został wysłany na granicę z Meksykiem i kwaterował w Douglas (Arizona), gdzie 1 lipca 1916 roku Eichelberger otrzymał awans na porucznika. We wrześniu zaczął wykładać wiedzę wojenną i taktykę w prywatnej Szkole Kempera w Boonville (Missouri).

## I wojna światowa

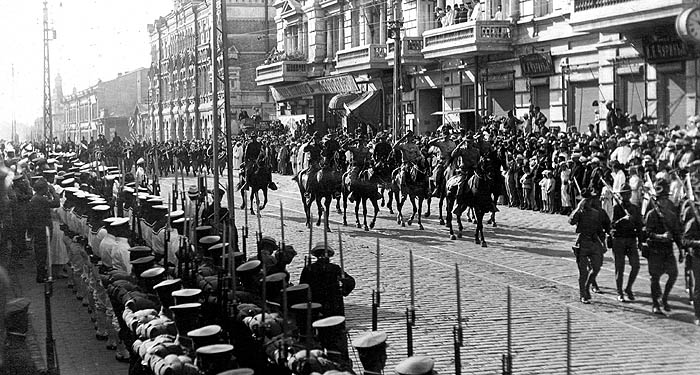
Amerykańskie wojska we Władywostoku

Sztab gen. Gravesa we Władywostoku; podpułkownik Eichelberger stoi piąty z prawej

Po przystąpieniu w kwietniu 1917 roku Stanów Zjednoczonych do wojny Eichelberger otrzymał awans na kapitana, a w czerwcu skierowany został do Fortu Douglas (Utah) jako dowódca batalionu 20 PP, ale już we wrześniu przeniesiono go do nowo sformowanego 43 PP w Camp Pike (Arkansas). Do lutego 1918 roku pełnił tam obowiązki instruktora oficerów piechoty, by następnie dostać przydział do Sztabu Generalnego Departamentu Wojny w Waszyngtonie, gdzie otrzymał promocję na majora i stanowisko asystenta brygadiera Williama S. Gravesa.
W lipcu Graves został mianowany dowódcą 8 Dywizji Piechoty stacjonującej w Palo Alto (Kalifornia), która w ciągu 30 dni miała zostać wysłana do Francji. Wziął ze sobą Eichelbergera jako zastępcę szefa sztabu ds. operacyjnych (G-3) W drodze do Kalifornii Eichelberger dowiedział się, że nastąpiła zmiana planów i 8 DP nie jedzie do Francji, a na Syberię. Prezydent Woodrow Wilson zdecydował się wesprzeć aliancką interwencję w ogarniętej wojną domową Rosji, a Graves miał zostać dowódcą amerykańskiego korpusy ekspedycyjnego. Korpus ekspedycyjny opuścił San Francisco 15 sierpnia z Eichelbergerem jako zastępcą szefa sztabu ds. wywiadu (G-2).
Graves został poinstruowany, że jego misja ma charakter bardziej polityczny niż wojskowy i że ma „zachować całkowitą neutralność”. W ten sposób Eichelberger znalazł się w centrum politycznych i dyplomatycznych rozgrywek. Wkrótce po przybyciu został wcielony w skład międzynarodowej Alianckiej Rady Wojennej odpowiedzialnej za działania sprzymierzonych w Rosji. Osobiście był przekonany, że cele misji amerykańskiej są odmienne od celów Francuzów i Brytyjczyków, chociaż nie zostały one nigdy ściśle określone, tym bardziej, że Departament Stanu i Departament Wojny nie zawsze zgadzały się ze sobą. Głównym zadaniem Amerykanów miała być ochrona Kolei Transsyberyjskiej, ale znajdowała się ona pod kontrolą armii białych admirała Aleksandra Kołczaka, którą Eichelberger uważał za „bandę rzezimieszków i morderców”.

W czasie pobytu na Syberii Eichelberger otrzymał – za odwagę w obliczu wroga – Krzyż za Wybitną Służbę. Oto treść uzasadnienia: 

Za nadzwyczajną dzielność w akcji w dniach 28 czerwca – 3 lipca 1919 roku, podczas służby na stanowisku zastępcy szefa sztabu (G-2) Amerykańskich Sił Ekspedycyjnych na Syberii. 2 lipca, po zajęciu przez wojska amerykańskie miejscowości Nowickaja, patrol wysłany celem oczyszczenia z nieprzyjaciela dominujących [nad miejscowością] wzgórz dostał się pod salwowy ogień, w wyniku czego członkowie patrolu zostali poważnie ranni. Pułkownik Eichelberger, nie zważając na własne bezpieczeństwo i uzbrojony jedynie w karabin, osłonił bez rozkazu wycofanie plutonu. 28 czerwca wszedł, mimo oczywistego zagrożenia dla własnego życia, w kontakt z nieprzyjacielem i zdołał uwolnić, drogą wymiany jeńców, amerykańskiego oficera i trzech szeregowych. 3 lipca, gdy kolumna amerykańska została ostrzelana podczas przekraczania przełęczy górskiej, pułkownik Eichelberger ochotniczo pomógł zorganizować linię obrony, zapobiegł zamieszaniu i – z pogardą śmierci w działaniu – podbudował morale amerykańskich żołnierzy.

Za służbę na Syberii Eichelberger otrzymał Army Distinguished Service Medal i 28 marca 1919 roku został awansowany na podpułkownika. Graves uniemożliwił otrzymanie przezeń – podobnie jak przez innych członków międzynarodowej Alianckiej Rady Wojennej – brytyjskiego Distinguished Service Order i francuskiej Legii Honorowej. Otrzymał natomiast japoński Order Meiji i Order Wschodzącego Słońca. Syberia dała Eichelbergerowi możliwość bliższego przyjrzenia się armii japońskiej; był pod wrażeniem poziomu jej wyszkolenia i zdyscyplinowania. Wywnioskował, że dobrze dowodzona, armia ta może być prawdziwym wyzwaniem dla amerykańskiego wojska. Korpus ekspedycyjny został wycofany z Syberii w kwietniu 1920 roku.

## Okres międzywojenny
Zamiast powrotu z Syberii do Stanów Zjednoczonych Eichelbergera czekało 4 maja 1920 roku stanowisko zastępcy szefa sztabu (G-2) Departamentu Filipin. 30 czerwca obniżono mu, podobnie jak wielu oficerom po wojnie, stopień i przywrócono do rangi kapitana, ale już następnego dnia otrzymał awans na majora. Em w marcu przyjechała do niego do Władywostoku i razem – przed wyjazdem na Filipiny – zwiedzili Wyspy Japońskie. W marcu następnego roku Eichelberger został szefem misji wywiadowczej w Chinach. Założył placówki w Pekinie i Tiencinie, a także spotkał się z prezydentem Sun Jat-senem. Do USA wrócił ostatecznie w maju 1921 roku i zaraz został przydzielony do Sekcji Dalekiego Wschodu wydziału G-2 Sztabu Gemeralnego Departamentu Wojny.
Wielką porażką Eichelbergera było to, że nie dostał się na Listę Kwalifikacyjną Korpusu Generałów (ang. General Staff Eligibility List). Ustawa o Obronie Narodowej z roku 1920 głosiła, że tylko ci oficerowie, którzy znajdą się na liście, mogą liczyć na awans na generała-brygadiera. Wnioskując, że szanse na promocję z szeregów oficerów piechoty są nikłe, zwrócił się do generała adiutanta Roberta Davisa, który 14 lipca 1925 roku przeniósł go do korpusu adiutantów. W dalszym ciągu pracował w Sztabie Generalnym Departamentu Wojny, ale teraz w departamencie adiutantury generalnej.
Davis zaopiniował kandydaturę Eichelbergera na miejsce w United States Army Command and General Staff College w Fort Leavenworth. Tym sposobem w lipcu 1924 roku Eichelberger dołączył do grona 247 oficerów-studentów. W związku z tym, że słuchaczy usadzano w porządku alfabetycznym, zajął miejsce obok klasowego prymusa, majora Dwighta Eisenhowera. Innymi studentami tego rocznika byli Joseph Stilwell, Leonard Gerow i Joseph McNarney. Eichelberger ukończył naukę jako jeden z 25% najlepszych i został na uczelni jako jej generał-adiutant. W 1929 roku podjął dalszą naukę w Army War College. Po ukończeniu wrócił do adiutantury generalnej w Waszyngtonie.
W roku 1934 Eichelberger otrzymał awans na podpułkownika, a w kwietniu następnego roku został sekretarzem Sztabu Generalnego Departamentu Wojny, gdzie pracował z szefem sztabu United States Army, generałem Douglasem MacArthurem. W lipcu 1937 roku Eichelberger wrócił do piechoty, chociaż do października 1938 nadal pełnił obowiązki sekretarza SG, od 1 sierpnia w stopniu pułkownika.
Nowy szef sztabu, generał Malin Craig zaproponował Eichelbergerowi dowództwo 29 PP, doborowej jednostki stacjonującej w Fort Benning w stanie Georgia. Eichelberger odmówił z tej racji, że przez wiele lat nie miał styczności z piechotą, a ponadto że mogłoby to wzbudzić zazdrość niektórych oficerów tej broni. Przyjął natomiast dowodzenie 30 PP, jednostką mniej prestiżową stacjonującą w Presidio of San Francisco, ale i tak znaleźli się oficerowie przeciwni oddania dowództwa pułku komuś, kto miał dopiero 52 lata. Przed objęciem stanowiska wziął krótki kurs w Szkole Piechoty Fortu Benning, by odświeżyć swą wiedzę. Jako składowa 3 Dywizji Piechoty 30 PP przez następne dwa lata brał udział w wielorakich ćwiczeniach w polu.

## II wojna światowa
Eichelberger otrzymał awans na generała-brygadiera w październiku 1940 roku, a po miesiącu dostał rozkaz objęcia stanowiska zastępcy dowódcy 7 DP Stilwella. W ostatniej niemal minucie rozkaz został zmieniony: gen. Edwin Watson i prezydent Roosevelt uznali, że lepiej będzie mianować Eichelbergera superintendentem United States Military Academy w West Point. Przed objęciem stanowiska Eichelberger spotkał się z następcą Craiga, gen. George’em Marshallem, który powiedział mu, że w związku z programem szybkiej rozbudowy armii kursy podyplomowe na uczelniach kształcących wyższych dowódców zostały drastycznie skrócone, i że West Point czeka podobny los jeśli Eichelberger nie zmieni programów kształcenia na bardziej odpowiadające oczekiwaniom armii. Eichelberger postanowił więc „wprowadzić West Point w dwudziesty wiek”. Zniósł naukę jazdy konnej i musztry paradnej zastępując je nowocześniejszymi ćwiczeniami bojowymi, w czasie których kadeci szkolili się we współdziałaniu z oddziałami Gwardii Narodowej. Podporządkował uczelni lotnisko Stewart Field, a od kadetów wymagał zaliczenia podstawowej szkoły pilotażu. To dawało kadetom szansę zostania pilotami jeszcze przed opuszczeniem West Point.
Po upływie pewnego czasu Marshall uznał, że Eichelberger marnuje w West Point swój talent, ale napotkał sprzeciw Pa Watsona, który chciał żeby Eichelberger został na uczelni. Gdy Marshall powiedział Watsonowi, że szanse Eichelbergera na awans na generała-majora bez dowodzenia dywizją równe są zeru, Watson dopisał nazwisko Eichelbergera na sam początek listy awansowej i podsunął prezydentowi do podpisu. W ten sposób w lipcu 1941 roku Eichelberger został generałem-majorem.
Gdy w grudniu Stany Zjednoczone wypowiedziały wojnę Japonii Eichelberger poprosił o przydział do formacji bojowych. W marcu 1942 roku otrzymał do wyboru jedną z trzech nowych dywizji i wybrał 77 DP, formowaną właśnie w Fort Jackson w Karolinie Południowej. Pozostałe dwie dywizje objęli generałowie Omar Bradley i Henry Terrell. Wszyscy trzej wraz ze sztabami przeszli szkolenie w Fort Leavenworth. Na swego szefa sztabu Eichelberger wybrał Clovisa Byersa, który również studiował na Ohio State i w West Point, a ponadto był kolegą z korporacji studenckiej.
Eichelberger dowodził 77 DP bardzo krótko; już 18 czerwca 1942 roku został dowódcą I Korpusu, biorąc ze sobą Byersa jako szefa sztabu. Za pracę z dywizją otrzymał Legion of Merit. W skład I Korpusu wchodziły 8, 30 i 77 DP. Pierwszym zadaniem, jakie otrzymał Eichelberger, było zaaranżowanie pokazu wyszkolenia dla zaproszonych dygnitarzy. Byli wśród nich Winston Churchill, Marshall, Henry Stimson, John Dill i Alan Brooke. Pokaz oceniony został pozytywnie, ale ćwiczone oko Brooke’a dostrzegło niedociągnięcia. W ciągu kilku dni dwaj dowódcy dywizji stracili stanowiska. Eichelberger został mianowany dowódcą sił amerykańskich mających wziąć udział w operacji „Torch” i otrzymał rozkaz przeprowadzenia – razem z kontradmirałem Kentem Hewittem – ćwiczeń desantowo-morskich 3, 9 i 30 DP w Zatoce Chesapeake.

### Bitwa o Buna-Gona
9 sierpnia 1942 nastąpiła nieoczekiwana zmiana. MacArthur, obecnie naczelny dowódca na Obszar Południowo-Zachodniego Pacyfiku (CINCSWPA), zażądał podporządkowania mu dowództwa korpusu piechoty. Do wykonania zadania wyznaczono początkowo generała-majora Roberta Richardsona, ale – jak Marshall powiedział MacArthurowi – „wobec niechętnego nastawienia Richardsona do przejścia pod australijskie dowództwo wybór nie był najszczęśliwszy”. W związku z tym, że dowództwo I Korpusu Eichelbergera zostało przygotowane do operacji zamorskich i przeszło ćwiczenia desantowe, zaś sam Eichelberger poznał MacArthura wcześniej, Marshall wybrał właśnie jego. Eichelberger nie był zadowolony z takiego obrotu sprawy, zwłaszcza gdy dowiedział się o Richardsonie, a ponadto „znał gen. MacArthura na tyle dobrze, że mógł spodziewać się trudności we współdziałaniu”.

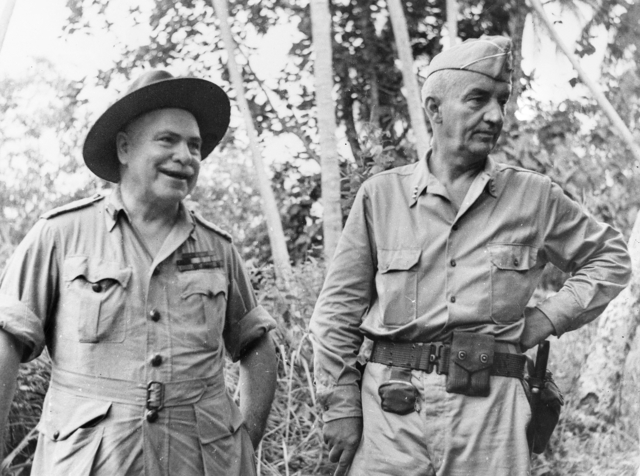
Thomas Blamey i Robert Eichelberger

Eichelberger wyruszył do Australii 20 sierpnia z 22 członkami sztabu na pokładzie nowego transportowego Liberatora. Dowództwo I Korpusu zawiadywało w Australii dwiema dywizjami amerykańskimi: 32 DP gen. Forresta Hardinga stacjonującą w Camp Cable w pobliżu Brisbane i 41 DP gen. Horacego Fullera w Rockhampton w Queenslandzie, gdzie Eichelberger, mianowany 21 października generałem-porucznikiem, postanowił założyć swą kwaterę. Jego I Korpus podlegał dowódcy I Armii Australijskiej, gen. Thomasowi Blameyowi. Po pierwszym spotkaniu z australijskimi dowódcami Eichelberger odnotował, że „wielu z nich brało już udział w walkach u boku Brytyjczyków w Afryce Północnej i – choć są zbyt uprzejmi by powiedzieć to głośno – uważają Amerykanów za niedoświadczonych teoretyków”. Był poruszony niskim poziomem wyszkolenia obu amerykańskich dywizji. Zamiast ćwiczyć walki w dżungli, żołnierze przechodzili taki sam program jak w Stanach. Uczulił MacArthura na to, że nie należy spodziewać się by dywizje te potrafiły sprostać w boju japońskim weteranom. We wrześniu zdecydował, że jako pierwsza uda się Nową Gwineę 32 DP, natomiast 41 DP powinna się jeszcze szkolić w Rockhampton.
Obawy Eichelbergera miały się potwierdzić, gdy 32 DP doznała poważnej porażki w bitwie o Buna-Gona. Harding był przekonany, że może zająć Bunę „bez większych trudności”, ale słaba praca sztabu, niewystarczające rozpoznanie, braki w wyszkoleniu i – nade wszystko – opór Japończyków, stanęły Amerykanom na przeszkodzie. Żołnierze stanęli przed znakomicie rozmieszczonymi i przygotowanymi liniami obrony, do których dostęp możliwy był tylko przez bagna. Popełnione przez Amerykanów błędy zaciążyły na stosunkach z Australijczykami i groziły klęską całej kampanii MacArthura. 30 listopada Eichelbergera i jego sztabowców wezwano pilnie do Port Moresby, gdzie MacArthur kazał Eichelbergerowi przejąć kontrolę nad przebiegiem walk o Bunę. Według relacji Eichelbergera, co potwierdził później obecny przy rozmowie Byers, MacArthur powiedział mu „ponurym głosem”:

Rozkazuję ci objąć dowodzenie pod Buną. Zdymisjonuj Hardinga. Posyłam cię tam, Bob, i chcę żebyś wyrzucił każdego oficera, który nie chce się bić. Usuń dowódców pułków i batalionów; jeśli trzeba postaw na czele batalionów sierżantów i kaprali na czele kompanii – każdego kto będzie chciał walczyć. Liczy się przede wszystkim czas; Japońskie posiłki mogą wylądować każdej nocy.

Generał przemierzał tam i z powrotem werandę. Mówił, że miał informacje jakoby amerykańscy żołnierze rzucali broń i uciekali. Następnie zatrzymał się na moment i dodał z naciskiem, że chce uniknąć nieporozumień w związku z moim zadaniem: “Bob, masz zdobyć Bunę, albo nie wracaj żywy. To dotyczy też twojego szefa sztabu”

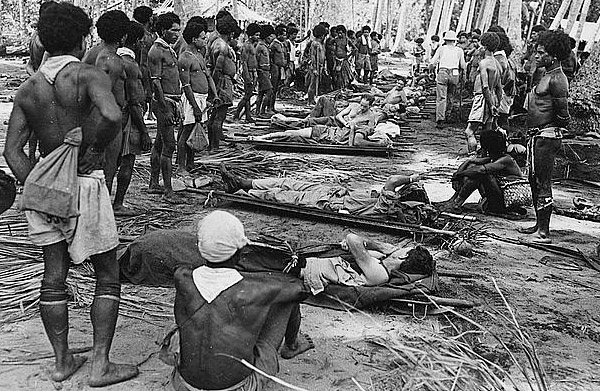
Amerykańscy żołnierze ranni pod Buna

Następnego dnia Eichelberger wraz ze sztabowcami poleciał do Dobodury, gdzie przejął dowodzenie nas wojskami amerykańskimi pod Buną. Zwolnił Hardinga, a w jego miejsce mianował dowódcę artylerii dywizyjnej, brygadiera Alberta Waldrona. Usunął również innych oficerów; dowódcą batalionu mianował 26-letniego kapitana. Niektórzy oficerowie 32 DP nazywali po cichu Eichelbergera okrutnikiem i „Prusakiem”. Starał się dawać przykład żołnierzom w linii dzieląc ich niebezpieczeństwa i trudy. Na froncie z rozmysłem nosił swe trzy srebrne gwiazdki choć wiedział doskonale, że japońscy snajperzy polują na oficerów, ale chciał pokazać żołnierzom, że dowódca jest na miejscu. Gdy strzelec wyborowy poważnie zranił w ramię Waldrona Eichelberger mianował dowódcą 32 DP Byersa, ale ten 16 grudnia również został ranny. Tym sposobem Eichelberger został jedynym amerykańskim generałem w linii i musiał przejąć osobiście dowodzenie dywizją. Podlegał teraz australijskiemu generałowi Edmundowi Herringowi, o którym w listach do EM pisał, że jest jego „wielkim kolegą”.
Po zdobyciu Buny Eichelberger został mianowany dowódcą wojsk alianckich przeznaczonych do likwidacji pozostałych oddziałów japońskich, przy czym jego szefem sztabu został australijski generał Frank Berryman. Walki toczyły się do 22 stycznia 1943 roku. Cena zwycięstwa w kampanii Buna-Gona była wysoka. 32 DP miała 707 zabitych i 1680 rannych; ponadto w szpitalach znalazło się 8286 dalszych, cierpiących na różne choroby tropikalne z malarią na czele. Żołnierze nazywali dywizyjny cmentarz „skwerem Eichelbergera”. 24 stycznia Eichelberger wrócił do Port Moresby, gdzie został ciepło powitany przez Herringa, a następnego dnia odleciał do Rockhampton. Za tę bitwę otrzymał Krzyż za Wybitną Służbę, a ponadto honorowy tytuł szlachecki oraz Order Imperium Brytyjskiego. Byersa rekomendował do odznaczenia Medalem Honoru, ale MacArthur rekomendację tę odrzucił, polecając w to miejsce Departamentowi Wojny innego oficera ze sztabu Eichelbergera, płk. Gordona B. Rogersa. Co do Byersa MacArthur poinformował Departament Wojny, że „wielu oficerów spoza sztabu krytykowało go za nieumiejętne prowadzenie operacji co, nie umniejszając jego osobistej odwagi, niemal nie doprowadziło do zwolnienia go ze stanowiska”.

### Na Nowej Gwinei

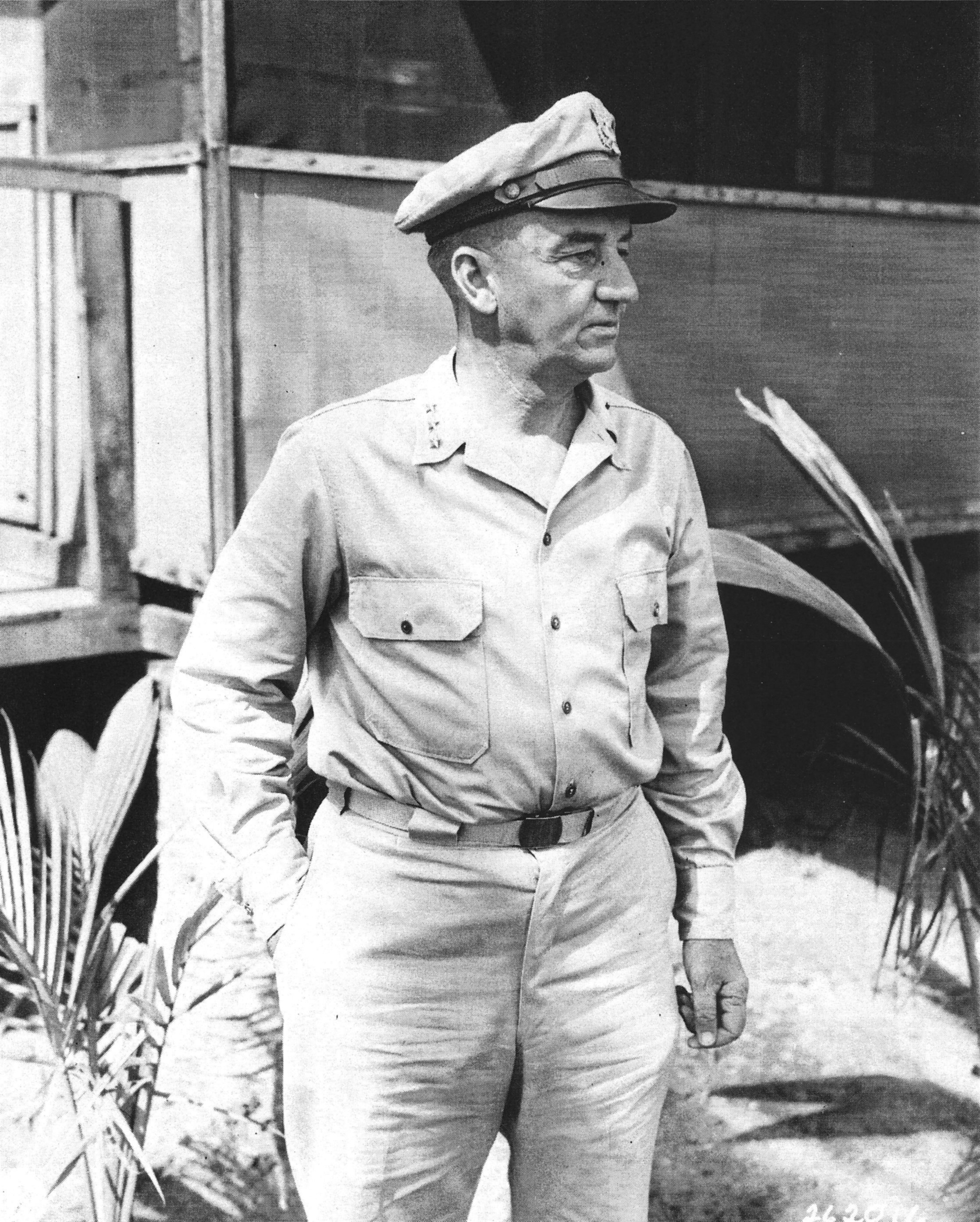
Eichelberger w maju 1944 roku

W lutym 1943 roku przybył do Australii sztab 6 Armii generała-porucznika Waltera Kruegera. Wobec tego, że 6 Armia zajęła się planowaniem kampanii nowogwinejskiej, a w najbliższym czasie nie przewidywano działań jednostek wielkości korpusu, Eichelberger zajął się szkoleniem nowo przybyłej z Hawajów 24 DP i powracających z Nowej Gwinei 32 i 41 DP. Departament Wojny zapytał w maju czy można zwolnić Eichelbergera, by mógł objąć stanowisko dowódcy 1 Armii, ale MacArthur odmówił. Później Eichelberger sam pytał, czy może odejść celem objęcia dowodzenia 9 Armią, ale i tu spotkała go odmowa, a stanowisko objął kolega Eichelbergera z West Point, William H. Simpson. Na osłodę otrzymał zadanie zorganizowania i ochrony wrześniowej wizyty w Australii pierwszej damy Eleanor Roosevelt. Pani Roosevelt odwiedziła Sydney i Melbourne, a także spożyła w Canberze obiad z gubernatorem Australii, lordem Gowrie i premierem, Johnem Curtinem.
W styczniu 1944 roku Eichelberger został powiadomiony, że będzie dowodził następną operacją, lądowaniem w zatoce Hansa na czele 24 i 41 DP. Jednak w marcu akcja została odwołana na rzecz operacji „Reckless”, lądowania tych samych wojsk pod Kotabaru. Operacja ta miała ominąć „żabim skokiem” pozycje japońskie nad zatoką Hansa, ale była wysoce ryzykowna, ponieważ miejsce desantu znajdowało się poza zasięgiem lotnictwa lądowego. W zamian osłonę miały zapewnić lotniskowce United States Pacific Fleet, to jednak oznaczało konieczność ścisłego trzymania się ram czasowych działań. By uniknąć powtórki niepowodzeń pod Buną Eichelberger zaplanował operację bardzo dokładnie, a wojsku zaaplikował dodatkowe ćwiczenia mające podnieść sprawność fizyczną i taktykę pododdziałów podczas operacji desantowych. Lądowanie powiodło się, głównie z powodu zaskoczenia niewielkich sił japońskich stacjonujących w tym miejscu. Zawiodło natomiast rozpoznanie i brak znajomości topografii terenu, co skutkowało niemożnością ruszenia z plaż w głąb lądu, gdzie dominowały rozległe bagna. W rezultacie całe zaopatrzenie, wraz z zapasami paliwa, składowano na plaży. 23 kwietnia pojedynczy japoński samolot zapalił zbiorniki paliwa; pożar spowodował stratę 124 ludzi i 60% zgromadzonej amunicji. Przerażony Krueger odniósł wrażenie, że zawiódł sztab Eichelbergera i zaaprobował by Byersa przenieść na stanowisko zastępcy dowódcy dywizji, ale Eichelberger nie wyraził zgody.
W czerwcu Krueger wezwał Eichelbergera do kwatery 6 Armii. Bitwa o Biak, gdzie w maju wylądowała 41 DP, toczyła się niepomyślnie dla Amerykanów, a lotnisko, które według obietnic MacArthura miało wspierać atak na Saipan wciąż nie było w amerykańskich rękach. Eichelberger orientował się, że Japończycy, których na wyspie było znacznie więcej niż się spodziewano, kryli się w jaskiniach wzgórz górujących nad lotniskiem. Podobnie jak Amerykanie byli lepiej uzbrojeni i przygotowani, a ponadto zastosowali nową taktykę zmierzającą – w miejsce kosztownych kontrataków – do wykorzystania właściwości terenu, jaki zajmowali. Po zapoznaniu się na miejscu z sytuacją Eichelberger uznał, że 41 DP Fullera poczyna sobie całkiem nieźle. Niemniej, jak pod Buną, zdymisjonował kilku oficerów, którzy jego zdaniem nie wywiązywali się z obowiązków jak należało. Kazał zastąpić Fullera na stanowisku dowódcy grupy uderzeniowej, nie pozbawiając go jednak dowództwa dywizji, ale Fuller sam złożył rezygnację, a Krueger ją przyjął. Z polecenia Eichelbergera miejsce Fullera zajął brygadier Jens A. Doe. Krueger nie był zachwycony poczynaniami Eichelbergera na wyspie i uważał, że pod względem taktycznym nie był wcale lepszy od Fullera, a to mogło raczej opóźnić niż przyspieszyć zajęcie Biak. Tymczasem MacArthur miał o działaniach Eichelbergera lepsze zdanie i przyznał mu Silver Star.

### Filipiny i Japonia

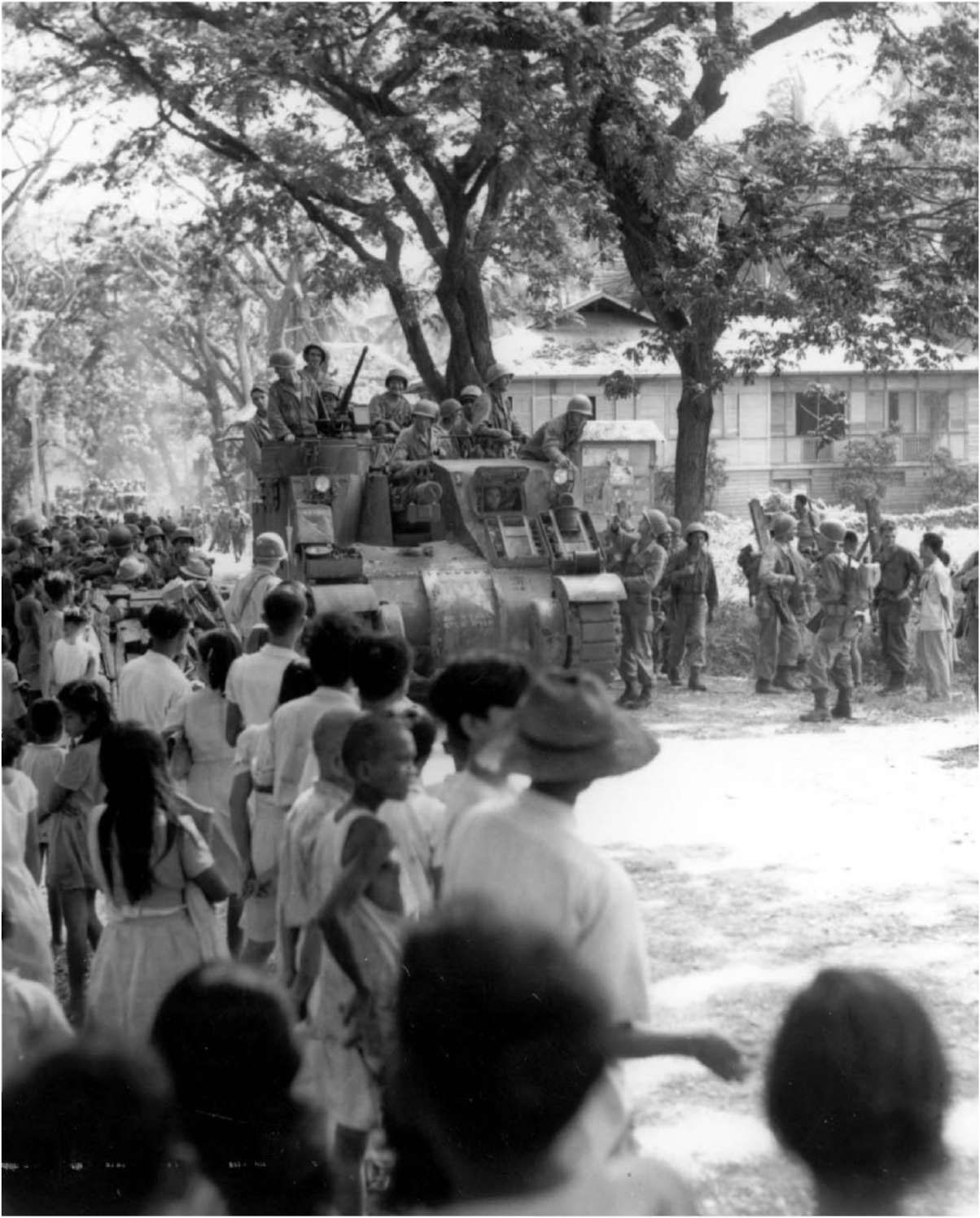
Wojska amerykańskie wkraczają do Cebu City

Jeszcze w trakcie walk o Biak Eichelberger dowiedział się, że MacArthur wybrał go na dowódcę nowo utworzonej 8 Armii, która przybyła na Nową Gwineę w sierpniu 1944 roku. W jej skład wchodziła 77 DP, dawna jednostka Eichelbergera. Nowy dowódca armii wziął ze sobą z I Korpusu dwóch oficerów: Byersa i płk. Franka Bowena, swego G-3. 26 grudnia 8 Armia przejęła operacje na wyspie Leyte, dzień po ogłoszeniu przez MacArthura i Kruegera, że zorganizowany opór ustał. W ciągu minionych dwóch miesięcy 6 Armia zabiła na Leyte jakoby 55 000 Japończyków, a jej sztab przewidywał, że jeszcze 5000 pozostaje żywych. 8 Armia do 8 maja 1945 roku miała zabić jeszcze 24 000. Nie zgadza się to z oficjalnymi danymi – zarówno amerykańskimi, jak i japońskimi – według których japońskie wojska lądowe straciły około 49 000 żołnierzy. Jerzy Lipiński podaje, za nie zawsze wiarygodnym Samuelem E. Morisonem, dane niemal dwukrotnie wyższe – 80 557 zabitych i 828 wziętych do niewoli – co pokrywałoby się z cytowanymi wyżej danymi Johna Shortala.
W styczniu 8 Armia rozpoczęła akcję na Luzonie, desantując 29 dnia tego miesiąca XI Korpus gen. Charlesa P. Halla pod San Antonio, a dwa dni później 11 Dywizję Powietrznodesantową (dalej DPD) gen. Josepha Swinga pod Nasugbu. Wraz z 6 Armią Kruegera 8 Armia przeprowadziła manewr oskrzydlający Manilę, przy czym atak na stolicę Filipin prowadziła lekko uzbrojona 11 DPD. Zaskakujący manewr przyczynił się do szybkich postępów aż do chwili, gdy dywizja napotkała dobrze zorganizowany opór na przedmieściach Manili. Po zdobyciu miasta MacArthur nagrodził Eichelbergera kolejną Silver Star.
Ostatnią operacją 8 Armii w czasie wojny było zajęcie południowych wysp archipelagu Filipin, przede wszystkim największej z nich, Mindanao. W ciągu sześciu tygodni 8 Armia przeprowadziła 14 głównych i 24 mniejsze operacje desantowe, oczyszczając z nieprzyjaciela wyspy Mindoro, Marinduque, Panay, Negros, Cebu i Bohol, a w sierpniu weszła w skład sił okupujących Japonię. Eichelberger „wyróżnił się” tu w sytuacji, gdy w pewnej miejscowości mieszkańcy utworzyli grupę samoobrony dla ochrony swych kobiet przed gwałtami, jakich dopuszczali się amerykańscy żołnierze. Dowódca 8 Armii kazał wysłać na ulice transportery opancerzone i aresztować przywódców; otrzymali oni długoletnie wyroki.
Za swą służbę w I Korpusie Eichelberger otrzymał liście dębowe do posiadanego już Distinguished Service Medal, powtórnie za dowodzenie 8 Armią na Filipinach, a po raz trzeci za okupację Japonii. Otrzymał również Navy Distinguished Service Medal, dwukrotnie liście dębowe do Silver Star oraz Air Medal. Był także dekorowany licznymi odznaczeniami zagranicznymi, jak Wielkim Krzyżem Oficerskim Orderu Oranje-Nassau z mieczami (Holandia), Wielkim Krzyżem Orderu Korony i Croix de Guerre z palmami (Belgia) oraz kilkoma odznaczeniami filipińskimi.

## Ostatnie lata
31 grudnia 1948 roku, po niemal czterdzestu latach służby, generał-porucznik Robert Eichelberger odszedł na emeryturę. W roku 1950 przeprowadził się do Asheville w Karolinie Północnej, gdzie mieszkał wraz z żoną do końca życia. Miał kłopoty ze zdrowiem: cierpiał na nadciśnienie i cukrzycę, przeszedł zabieg usunięcia pęcherzyka żółciowego. Napisał szereg artykułów o swych kampaniach na Pacyfiku do Saturday Evening Post, w czym pomagał mu dziennikarz Milton MacKaye. Na podstawie tych artykułów powstała popularna książka „Our Jungle Road to Tokyo”, której podpisane egzemplarze otrzymali Harry Truman i Omar Bradley. W roku 1951 udał się do Hollywood, gdzie pełnił rolę konsultanta przy produkcji filmów Francis Goes to West Point (1952) i The Day the Band Played (1952), ale z wyników nie był zadowolony. Zaczął pisać serię artykułów na temat Dalekiego Wschodu dla Newsweeka, ale w 1954 roku zrezygnował. Wygłaszał odczyty na temat swych przeżyć, ale i tego zaprzestał w roku 1955. W kampanii prezydenckiej roku 1960 popierał Richarda Nixona.
W 1954 roku Kongres, w uznaniu zasług, awansował Eichelbergera, na równi z innymi oficerami, którzy dowodzili armiami lub podobnymi wielkimi jednostkami, na stopień generała. Było mu przykro, że Harding i Fuller wciąż mają do niego żal za pozbawienie dowództwa, za co – w jego mniemaniu – odpowiedzialny był MacArthur. Sam z kolei nigdy nie wybaczył Kruegerowi i Sutherlandowi ich faktycznych czy wyimaginowanych potknięć. Gdy Sutherland próbował się usprawiedliwiać, Eichelberger nie chciał go nawet wysłuchać. Historyk Jay Luuvas opublikował w roku 1972 jego listy w zbiorze zatytułowanym Dear Miss Em: General Eichelberger's War in the Pacific 1942–1945.
25 września 1961 roku Eichelberger przeszedł w Ashville skomplikowany zabieg prostaty. Wystąpiły kompliacje, w wyniku których zmarł następnego dnia na zapalenie płuc. Został pochowany z honorami wojskowymi na Cmentarzu Narodowym w Arlington.